# YOUNG GUNS
《YOUNG GUNS》는 대만의 만화가 임정덕이 1990년부터 연재하기 시작한 장편만화이다.
초반에는 학원물 형태를 띠었으며 매력적인 캐릭터와 깔끔한 그림체로 인기를 끌었다. 이후 야구를 소재로 한 스포츠물로 전개가 변화되던 중 현지에서 연재되던 잡지 《성기만화(星期漫畫)》가 1991년 폐간되었으나, 만화는 12권으로 완결되었다.
대한민국에는 천하출판사에서 8권까지 출판된 후에 출판사가 문을 닫아 발매가 중단되었다가 이후 2001년에 서울출판사를 통해 10권까지 재발매되었다. 2000년대에 대만에서 OVA로 만들어졌으며, 팬들에 의해 연재 속행에 대한 요구가 있었으나 이후에도 연재가 재개되지 않았다. 작가 임정덕이 죽었다는 소문도 있었으나 2005년에 김용 원작의 무협 소설을 만화화한 녹정기를 연재하면서 소문을 불식시켰다. 그러나 녹정기도 6권만에 연재중단되었다.